# Astromula nitidum
Astromula nitidum là một loài bọ cánh cứng trong họ Cerambycidae.